# Pediasia fascelinella
Pediasia fascelinella là một loài bướm đêm thuộc họ Crambidae. Nó được tìm thấy ở châu Âu.

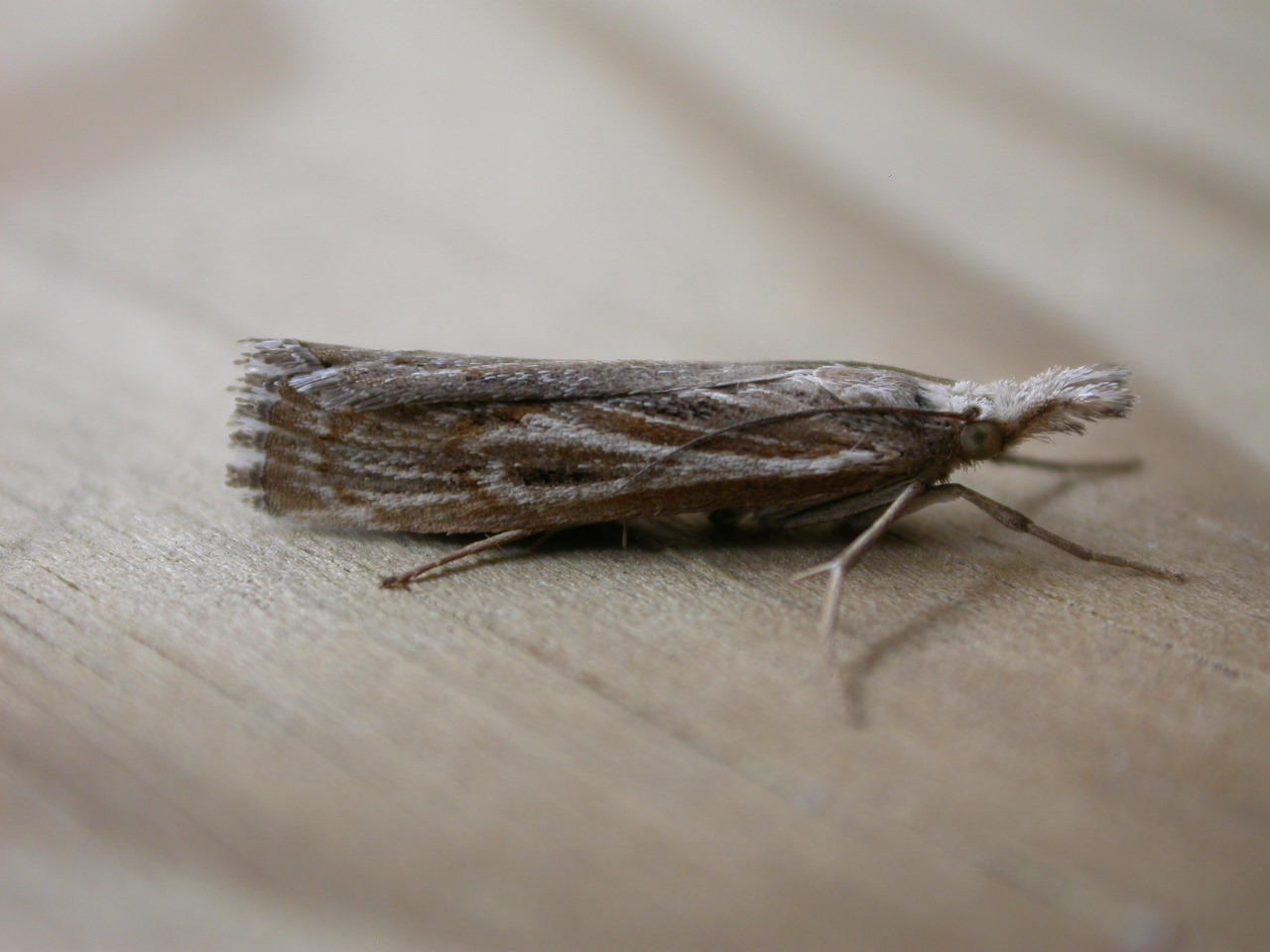

Sải cánh dài 24–30 mm. Con trưởng thành bay từ tháng 7 đến tháng 8 tùy theo địa điểm.
Ấu trùng ăn nhiều loại cỏ khác nhau.